# Хун-Кејм (Плутон)
Хун-Кејм је назив за тамно подручје у регији "Боксер" на патуљастој планети Плутон. Као и подручје "Викуб-Кејм", добио је име по мајанском Богу.